# Dorpsstraat 14 (Lage Vuursche)
Dorpsstraat 12-14 is een rijksmonument in de plaats Lage Vuursche in de Nederlandse provincie Utrecht. Het pand is onderdeel van een van rijkswege beschermd dorpsgezicht.
Het langwerpige woonhuis is rond 1800 gebouwd.
Het pand op nummer 14 is tussen 1750 en 1800 gebouwd. Aan weerszijden van de deur zitten schuifvensters.